# Амоксицилін/клавуланова кислота

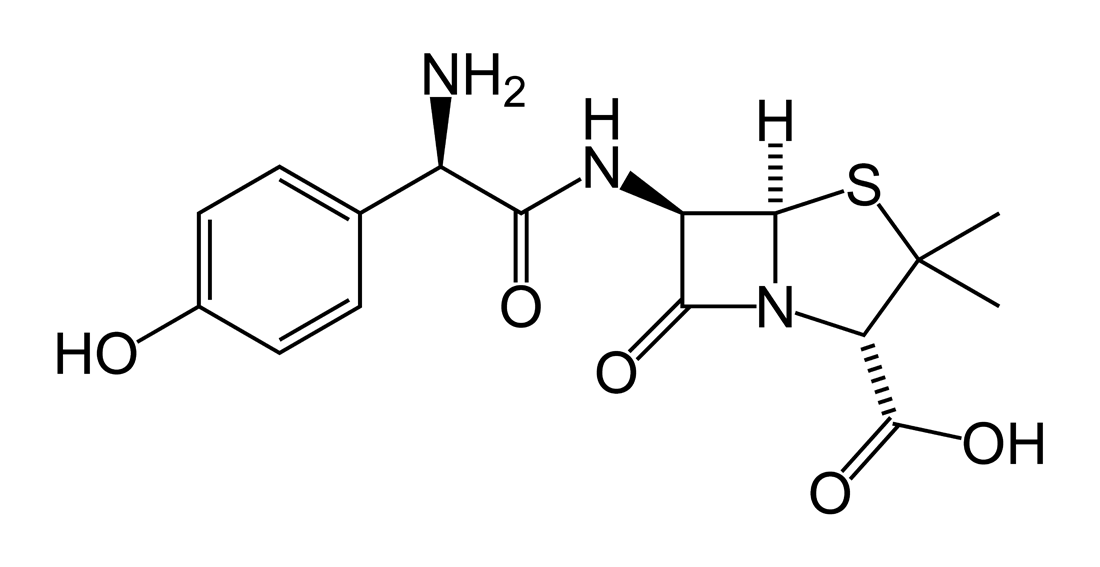
Амоксицилін

Клавуланова кислота

Амоксицилін/клавуланова кислота (Ко-амоксиклав) — комбінований препарат, до складу якого входить антибіотик пеніцилінового ряду амоксицилін та інгібітор бета-лактамаз клавуланова кислота, що застосовується перорально та парентерально. Уперше комбінований ЛЗ  амоксициліну та клавуланової кислоти був розроблений у лабораторії британської компанії «Beecham Pharmaceuticals» на межі 1977 та 1978 року, патент на який було видано у 1984 році під оригінальною назвою «Аугментин».

## Фармакологічні властивості
Амоксицилін/клавуланова кислота — комбінований антибактеріальний препарат, до складу якого входять напівсинтетичний антибіотик із групи пеніцилінів (похідних амінопеніциліну) амоксицилін та інгібітор бета-лактамаз бактерій клавуланова кислота, яка є природною сполукою (продуктом життєдіяльності Streptomyces clavuligerus) і має також бета-лактамну структуру. Механізм дії комбінованого препарату обумовлюється основним складником — амоксициліном, який, як і інші бета-лактамні антибіотики, діє бактерицидно, пригнічуючи синтез бактеріальної стінки. До амоксациліну чутливі такі бактерії: стафілококи (за винятком тих, що виробляють β-лактамази), стрептококи (у тому числі пневмококи), сальмонелли, шиґели, Actinomyces spp., нейсерії, Escherichia coli, Bacillus anthracis, Corynebacterium diphtheriae, Clostridium spp., Klebsiella spp., Enterococcus faecalis, Haemophilus influenzae, Proteus mirabilis, пептококи, пептострептококи, Borrelia burgdorferi, Helicobacter pylori, Vibrio cholerae, Listeria spp., Enterococcus spp., Corynebacterium spp. До амоксициліну стійкі мікобактерії, мікоплазми, рикетсії, грибки, віруси, найпростіші, Pseudomonas aeruginosa, більшість видів Proteus, Legionella spp. та метициліностійкі штами Staphylococcus aureus. Оскільки більшість бактерій, які чутливі до амоксициліну, мають здатність виробляти бета-лактамази, які руйнують більшість бета-лактамних антибіотиків, то для захисту молекули антибіотика до складу препарату включений інгібітор бета-лактамаз — клавуланова кислота. Клавуланова кислота, як і інші інгібітори бета-лактамаз, проникає в бактеріальну клітину та викликає інактивацію ферментів бактерій шляхом утворення необоротного зв'язку із β-лактамазами бактерій, що призводить до ацетилювання і наступного гідролізу утвореного комплексу, дозволяючи антибіотику досягнути своєї мішені в бактеріальній клітині. Клавуланова кислота інгібує ферменти грамнегативних бактерій — Haemophilus ducreyi, Haemophilus influenzae, Neisseria gonorrhoeae, Moraxella catarrhalis, Bacteroides fragilis, Klebsiella spp., частини ентеробактерій, а також інгібує β-лактамази Staphylococcus aureus. Підсилення амоксициліну інгібітором бета-лактамаз сприяє відновленню чутливості антибіотика до частини збудників із природною стійкістю до амоксициліну (наприклад, бактерій роду клебсієлла) та дозволяє ефективно застосовувати даний препарат при найрозповсюдженіших інфекціях дихальної системи та ЛОР-органів як у дорослих, так і дітей. Комбінація амоксициліну із клавулановою кислотою ефективна також при застосуванні у випадках інфекцій сечовидільної системи, гінекологічних інфекцій, інфекцій кісток і суглобів, інфекцій шкіри та м'яких тканин, а також періодонтиту. Комбінація амоксициліну та клавуланової кислоти, згідно даних клінічних досліджень, зберігає чутливість до більшості основних збудників захворювань дихальних шляхів, що дозволяє застосовувати його для емпіричного початку лікувань інфекцій дихальних шляхів.

### Фармакодинаміка
Як амоксацилін, так і клавуланова кислота, добре всмоктуються в шлунково-кишковому тракті, біодоступність амоксициліну при пероральному застосуванні від 78 до 93 %, клавуланової кислоти близько 100 %. При внутрішньовенному введенні біодоступність обох компонентів препарату складає 100 %.Максимальна концентрація препарату при внутрішньовенному застосуванні досягається в середньому протягом 1 години, при пероральному застосуванні — за 1—2,5 години після прийому препарату. Як амоксицилін, так і клавуланова кислота, погано зв'язуються з білками плазми крові. Обидва компоненти препарату створюють високі концентрації у більшості тканин та рідин організму, але погано проходять через гематоенцефалічний бар'єр. Обидва компоненти препарату проходять через плацентарний бар'єр та виділяються в грудне молоко. Метаболізуються обидва компоненти препарату в печінці, але амоксицилін метаболізується лише у незначній кількості, а клавуланова кислота майже повністю. Виводиться амоксицилін із організму із сечею, а клавуланова кислота — також із калом та легенями із повітрям, яке видихається. Період напіввиведення препарату становить у середньому 1—1,5 години, при важкій нирковій недостатності цей час зростає у амоксициліну до 7,5 годин, а у клавуланової кислоти до 4,5 годин.

## Показання до застосування
Амоксицилін у комбінації з клавулановою кислотою застосовується при інфекціях, викликаних чутливими до препарату збудниками: інфекціях органів дихання (бронхіти, пневмонії, синусити), інфекції травної системи (у тому числі інтраабдомінальний сепсис), інфекції сечостатевої системи (цистити, уретрити, пієлонефрити, гонорея), гінекологічні інфекції (у тому числі септичний аборт), інфекції шкіри і м'яких тканин, інфекції кісток і суглобів (у тому числі остеомієліт), одонтогенні інфекції (у тому числі дентоальвеолярні абсцеси), для профілактики післяопераційних інфекцій при операціях у ділянках жовчевих шляхів, органах травної системи, тазових органах, ділянках голови та шиї та після імплантації штучних суглобів.

## Побічні ефекти
При застосуванні амоксициліну з клавулановою кислотою можливі наступні побічні ефекти:
- Алергічні реакції — нечасто (0,1—1 %) висипання на шкірі, свербіж шкіри, кропив'янка, гарячка; рідко сироваткова хвороба, набряк Квінке, синдром Стівенса-Джонсона, синдром Лаєлла, анафілактичний шок.
- З боку травної системи — часто (1—10 %) діарея, нудота; нечасто (0,1—1 %) блювання, біль у животі, здуття живота; рідко почорніння язика, псевдомембранозний коліт, кандидоз ротової порожнини, токсичний гепатит, жовтяниця.
- З боку нервової системи — нечасто (0,1—1 %) безсоння, неспокій, головний біль, запаморочення; дуже рідко судоми.
- З боку сечовидільної системи — дуже рідко інтерстиційний нефрит, гематурія, кристалурія.
- Зміни в лабораторних аналізах — рідко лейкопенія, тромбоцитопенія, підвищення активності амінотрансфераз та лужної фосфатази; дуже рідко еозинофілія, нейтропенія, агранулоцитоз, гемолітична анемія, збільшення протромбінового часу, збільшення рівня білірубіну.
- Місцеві реакції — рідко гіперемія, біль, тромбофлебіт у місці ін'єкції.

## Протипоказання
Протипоказами до застосування комбінації амоксициліну з клавулановою кислотою є підвищена чутливість до компонентів препарату і β-лактамних антибіотиків, та наявність у анамнезі хворого порушень функції печінки або жовтяниці після застосування амоксациліну або клавуланової кислоти. Під час лікування комбінованим препаратом амоксициліну і клавуланової кислоти рекомендовано припинити годування грудьми.

## Форми випуску
Амоксацилін/клавуланова кислота випускається у вигляді порошку для ін'єкцій у флаконах по 0,5 і 1,0 г амоксициліну та відповідно 0,1 та 0,2 г клавуланової кислоти; таблеток по 0,25; 0,5 г та 0,875 амоксициліну і 0,125 г клавуланової кислоти (у тому числі орально диспергуючі таблетки); порошку для суспензії для перорального застосування по 125 та 250 мг амоксициліну і відповідно 31,25 та 62,5 мг клавуланової кислоти на 5 мл у флаконах по 100 мл, суспензії із вмістом 600 мг амоксициліну і 42,9 мг клавуланової кислоти на 5 мл суспензії та у вигляді 6,25 % розчину для перорального застосування.

## Застосування у ветеринарії
Амоксацилін у комбінації з клавулановою кислотою застосовується у ветеринарії для лікування інфекцій дихальної системи, травної системи, сечостатевої системи, шкіри і м'яких тканин у собак та котів (у тому числі для лікування у собак періодонтиту та інфекційного трахеобронхіту (кашлю собачої будки)); для лікування інфекцій травної системи, дихальної системи, сечостатевої системи, інфекцій шкіри та м'яких тканин у домашніх птахів та свиней; для лікування маститу в корів (разом із преднізолоном).